# Пунчойла
Пу́нчойла (карел. Pun′čoi) — деревня в составе Ведлозерского сельского поселения Пряжинского национального района Республики Карелия, комплексный памятник архитектуры.

## Общие сведения
Расположена на западном берегу озера Омаярви.

## Население
| 2002 | 2010 | 2013 |
| ---- | ---- | ---- |
| 7    | ↘0   | ↗1   |